# 6 Pułk Lotniczo-Techniczny
6 Pułk Lotniczo-Techniczny Oficerskiej Szkoły Lotniczej Nr 5 (6 pl-t) – oddział wojsk lotniczych.

## Formowanie i zmiany organizacyjne
6 Pułk Lotniczo-Techniczny został sformowany na podstawie rozkazu Nr 075/Org. Ministra Obrony Narodowej z dnia 31 grudnia 1957 roku i był podporządkowany Oficerskiej Szkole Lotniczej nr 5.
Jednostka została zorganizowana w Radomiu, w terminie do 15 marca 1958 roku, według etatu nr 20/455 z dnia 31 grudnia 1957 roku.
6 Pułk Lotniczo-Techniczny był samodzielnym pododdziałem gospodarczym z zadaniem logistycznego zabezpieczenia działalności szkoleniowej komendy Oficerskiej Szkoły Lotniczej nr 5 i 60 Lotniczego Pułku Szkolnego. Liczył 269 żołnierzy. Dowódcą pułku został mjr Eugeniusz Sendalski, szefem sztabu mjr Jan Trojanowski, zastępcą dowódcy pułku ds. politycznych mjr Jan Wieczorek.
W 1961 r. w ramach modernizacji struktur organizacyjnych lotnictwa Sił Zbrojnych, na podstawie zarządzenia Szefa Sztabu Generalnego Wojska Polskiego nr 073/ Org. z 24 sierpnia 1961, 6 Pułk Lotniczo–Techniczny został rozformowany. Na bazie rozformowanego pułku powstał 1 Batalion Zaopatrzenia o etacie nr 20/503 (362 żołnierzy i 16 pracowników cywilnych.

## Dowódcy batalionu 1957-1961[1]
- mjr Eugeniusz Sendalski (1957-1961)
- mjr Jan Trojanowski (1961)

## Organizacja 1957[2]
- dowództwo
- sztab
- komenda obsługi lotniska
- kompania ziemnego zabezpieczenia lotów
- kompania wartownicza
- kompania samochodowa
- pluton łączności
- wydział zaopatrzenia technicznego
- kwatermistrzostwo
- sekcja finansowa
- izba chorych
- straż pożarna

## Organizacja 1961[4]
- dowództwo
- sztab
- sekcja polityczna
- komenda obsługi lotniska
- kompania ziemnego zabezpieczenia lotów
- kompania łączności
- kompania wartownicza
- kompania samochodowa
- wydział zaopatrzenia technicznego
- kwatermistrzostwo
- straż pożarna
- sekcja finansowa
- izba chorych